# Пам'ятний знак «Сумка»
Пам'ятний знак «Сумка» — символічний пам'ятник у місті Сумах, що є оригінальним відтворенням популярної міської легенди, і який від часу встановлення (травень 2008 року) сам перетворився на один із символів Сум.

## Загальні дані
Пам'ятний знак «Сумка» споруджений в історичній частині міста — на вулиці Воскресенській поряд з приміщенням громадсько-мистецького Центру «Собор», де традиційно відбуваються зустрічі з відомими земляками, презентації та інші художні й клубні заходи, просто перед Воскресенською церквою.
Автори ідеї пам'ятного знаку «Сумки» — журналіст, письменник, уродженець Сумщини Микола Гриценко й сум'янин, директор видавничого регіонального центру «Собор» Тимченко Григорій Федорович. Скульптор — випускник Київської художньої академії Олексій Шевченко. Пам'ятний знак «Сумка» є подарунком місту до Дня Європи від Сумського (міського) земляцтва в Києві.
Урочисте відкриття пам'ятного знаку відбулося 17 травня 2008 року.

## Опис
Пам'ятний знак «Сумка» являє собою оригінальну скульптурну композицію, центральним елементом якої є колодязь-фонтанчик, над яким встановлено арку (знак небесного склепіння, безкінечності). З арки звисає сумка (торбина) з грошима і тризубим гаком, а з неї начебто «витікає» річечка Сумка. На арці праворуч — зображення Воскресенської церкви, а ліворуч — Спасо-Преображенський собор.
Сумка з грошима зі стікаючими краплинами життєдайної води не лише образно подає місцевий переказ, а сама́ по собі символізує джерело життя і достатку, має стати талісманом благополуччя Сум.
Пам'ятний знак доповнює карта Сумської області, на якій він встановлений. Карту викладено з маленької квадратної плитки, і розміщених на ній табличок всіх районних центрів області.

## Історія
Пам'ятний знак «Сумка» символізує міський переказ про те, що всередині XVII століття козаки-переселенці з Київщини знайшли торбину з грошима у місцевій річечці, що відтак стало початком міста Сум і, за версією, подарувало йому назву.
Дивіться про це також Походження назви «Суми».
Фінансування зі спорудження пам'ятного знаку «Сумка» взяло на себе Сумське (міське) земляцтво в Києві на чолі з головою столичної Печерської райдержадміністрації Сергієм Сущенком, що є частиною Сумського (регіонального) земляцтва в місті Києві під керівництвом голови Нацбанку України Володимира Стельмаха. Пам'ятний знак став подарунком Сумам до Днів Європи.
На урочистому відкритті знаку 17 травня 2008 року були присутні керівники області та міста, почесні гості, широка громадськість. На церемонію відкриття до міста завітало чимало поважних людей — вихідців із Сумщини: письменник Микола Гриценко, директор видавничого регіонального центру «Собор» Григорій Тимченко, народний артист України Анатолій Мокренко, поетеса Антоніна Цвид, заступник голови Сумського земляцтва Катерина Безкровна тощо.
Під час заходу автор пам'ятного знаку скульптор Олексій Шевченко, теж сум'янин, розповів і висловив побажання:
|  | «Цей пам'ятник — живий. Він не зроблений, а народжений у муках творчості, окроплений великим натхненням та спогадами про рідне місто. Він оберігатиме вас від негараздів, буде талісманом кожного жителя міста. Тож бережіть і ви його, не допустіть бездумного замаху руки». |

Єпископ Сумський і Охтирський Української православної церкви Київського патріархату Мефодій здійснив обряд освячення пам'ятного знаку.
Пам'ятник «Сумка» практично відразу по відкритті перетворився на справжній символ міста, місце проведення різноманітних акцій та заходів, зустрічі сум'ян і гостей міста. Так, напередодні матчу за Суперкубок України з футболу 2009 року, який київське «Динамо» і полтавська «Ворскла» розіграли 11 липня на центральному сумському стадіоні «Ювілейний», деякий час трофей був виставлений на загальний огляд саме на пам'ятному знаку «Сумка».

## Галерея

Пам'ятний знак з видом на Воскресенську церкву
Пам'ятний знак (ракурс)
Пам'ятний знак (ракурс)
Анотаційна дошка на тильному боці

## Виноски
1. ↑  У Сумах відкрито унікальний пам'ятний знак на www.gukr.com («Громадянин України»). Архів оригіналу за 5 грудня 2008. Процитовано 24 жовтня 2009.
2. ↑  "СУМКА" БЛАГОПОЛУЧЧЯ ТА ДОСТАТКУ[недоступне посилання] // інф. за 17 травня 2008 року на Офіційний вебсайт Сумської обласної державної адміністрації
3. ↑  Суми відзвітувалися про готовність до Суперкубку на www.konf.pravda.com.ua[недоступне посилання з липня 2019]